# ふろん太
ふろん太（ふろんた、1999年3月14日 - ）は、Jリーグ・川崎フロンターレのマスコット。キャラクターデザインの発表に際し行われた愛称の一般公募を行い決定した。本項目では2008年に登場したアニメキャラクターのフロンタとその家族等についても扱う。

## 概要
モチーフはイルカ。「先進技術を生み出す賢さ、臨海都市の海」をシンボライズし、クラブが目指すスピード、親しみやすさを表現している。チーム公認の「マスコット特A級ライセンス」を取得している。
背中には「ふろん太 12」と書いたゼッケンをスナップで付けている。
川崎フロンターレが1999年からJ2（Jリーグ2部）に参加することが決まり、その開幕戦、3月14日 のアルビレックス新潟戦の試合前に名前が発表された。
登場当初からホームゲームにおいて等々力陸上競技場内外で活動するほか、駅などでの試合告知チラシの配布や各種イベントにも参加。「分身」により複数の箇所で活動することもある。
一時期までハーフタイムショーを行ったことがあるが、現在は休止している。
2012年11月にジャパネットたかた公式TwitterアカウントからV・ファーレン長崎のJリーグ加盟の挨拶で返事をし、『ヴァンくんやジェフィ先輩やキングベルおじいちゃんを連れてヴィヴィくんに会いに行くので、その時の旅費は向こう（ジャパネット）で負担する』という皆でツイートした。
Eテレ「ピタゴラスイッチ」の「アルゴリズムこうしん」で選手と共演したこともある。

## アニメキャラクター
2008年の開幕戦で、ふろん太を2頭身にデフォルメしたキャラクターによるアニメーションが作成された。クラブのマスコットではなくサポーターという役回りであり、スタジアムの大型ビジョン等により会場内でのマナーについての啓発するストーリーとなっている。登場するキャラクターは以下のとおり。
- フロンタ：フロンターレをこよなく愛するサポーター。シャツのマークはF。
- フロンパ：フロンタの父。青い体をしており、口ひげを生やしている。シャツのマークはP。
- フロンマ：フロンタの母。体の色はピンクで、まつげが2本ずつ。シャツのマークはM。
- フーラン：フロンタの妹。体の色はピンクで、まつげが1本ずつ。シャツのマークはN。
- ワルンタ：他人という扱いで悪役キャラ。体の色は紫で、シャツも紫と黒。シャツのマークはW。ひたいにもWの字が書かれ、矢印型のツノが2本生えている。2011年7月23日の新潟アウェイツアーで実体化された姿が初披露された。
- メガフロンタ：マナー違反を繰り返すワルンタに対し、フロンタファミリーが「合体」して登場するロボット。フラッガーというFの字型の武器で退治する。

なお、アニメキャラクターのグッズも作成されており、フロンタ（ふろん太と別キャラ）、フーラン、ワルンタはぬいぐるみもある。

## 仲間たち
ホームゲームに登場する仲間たち。試合開始前にはスタジアム内外に現れ、ピッチ上でふろん太・ピーカブー・コムゾーの3人（匹）で円陣を組む姿もよく見られる。
- ピーカブー→カブレラ：2005年、日興コーディアル証券（現:SMBC日興証券）がチームのスポンサーになった際に登場。モチーフは蕪。2008年には頭頂部の茎部分を炎をイメージして赤くして登場するなど、場内の盛り上げに一役買っている。また、クラブの新体制発表会では毎年ピーカブーの「契約更新」も発表されていた[3]。2014年6月14日のファン感謝デーを以って活動を終了[4]。その後キャラクターの使用権利が日興からフロンターレに完全移籍する事が決まり、ふろん太に次ぐ「第2の公式マスコット」として一部カラーリングやフォルムを変更した上で新ネーミングとともに活動する事が発表された[5]。

2014年8月9日に新名称が「カブレラ」に決定した事を公表。。
- コムゾー：イッツ・コミュニケーションズ（iTSCOM）のマスコットの、未来からやってきた男の子。2010年5月からホームゲームに登場。
- てんけんくん：日本自動車整備振興会連合会の犬型マスコット。当初はスポンサー試合の際に登場していたが、チームスポンサーであった2007年から2009年の間は、ピーカブーと同様ほとんどのホームゲームに登場し、2010年以降登場しないことがクラブからプレスリリースされるほど定着していた。ちなみに現在は全国の自動車整備の旅をしているという設定であり、2011年8月24日の名古屋戦のスポンサー試合で1日限定復活した。
- メーカブー：カブレラとたかたのゆめちゃん（後述）の間の「愛の結晶」として2023年4月23日に誕生。同日に行われたJリーグの浦和レッドダイヤモンズ（浦和レッズ）戦の試合前、等々力陸上競技場のピッチ上で誕生式が行われ、当日に来場した陸前高田使用の佐々木拓により命名された。命名の由来は、「たかたのゆ『め』ちゃん」と「『カブ』レラ」というの両親の名前と同時に、「陸前高田の特産の一つでもあるめかぶのように愛される存在に」という希望が込められているとされた[7][8]。

## 他のマスコットとの交流
ふろん太は他チームのマスコットとの交流にも積極的で、毎年1試合行われる「川崎市制記念試合」ではアウェーチームのマスコットが招かれているほか、2009年には埼玉スタジアム2002で行われた対大宮アルディージャ戦（大宮ホーム）に招かれている。またフロンターレのメインスポンサーである富士通が所有する女子バスケットボールチームの富士通レッドウェーブ（Wリーグ）が、2007年にマスコット（レッディ）を制定するまでハーフタイムショーなどに出演したり、バレーボールのV・プレミアリーグが川崎市でホームタウンゲームを行う際に訪問し、同じく川崎市を本拠地とするNECレッドロケッツのマスコット（ルナ）と共演したこともある。他にも川崎市の各部局や神奈川県内の各マスコットなど、多くのマスコットと交流を行っている。
また2000年には川崎ダービーの際、5月22日のヴェルディ川崎主催試合ではスタジアム周辺にのみ現れたが、7月26日のフロンターレ主催試合ではヴェルディのマスコットであるヴェルディくんとのピッチ上での共演を果たした。
その後も、対戦相手のマスコットと共演するが、2006年にはヴァンフォーレ甲府のマスコット・ヴァンくんが等々力に訪問したのをきっかけに親友となり、翌2007年には直接対決の際に相互訪問を果たした。
なお、多摩川クラシコの対戦相手であるFC東京にマスコット・東京ドロンパが登場したが、ライバルチームのマスコットであるドロンパは友人ではなくあくまでも「知人」 である。
2011年の東日本大震災に際してフロンターレが開始した復興支援活動、「Mind-1」プロジェクトにより関係が深まった岩手県陸前高田市のマスコット、「たかたのゆめちゃん」はカブレラとの交際が始まり、2021年10月2日、FC東京戦（「多摩川クラシコ」）の企画としてプロポーズを受け、結婚することになった。2022年4月23日に川崎市のラ チッタデッラにて結婚式が開催され、2023年4月27日には両者の「愛の結晶」としてメーカブーが誕生した（上記）。
- ヴァンくん・フォーレちゃん（ヴァンフォーレ甲府） - 親友。2009年には甲府とは何の関係もない（なお、同じ節の甲府はアウェー富山戦だった）対大分戦に、フォーレちゃんと共にゲスト出演している。2012年はカテゴリーが異なるが「アウェーに出かける機会がない」という理由でふろん太が6月17日に山梨中銀スタジアム（この日の甲府はホーム富山戦だった）を訪問し、逆に8月25日の名古屋戦の「難局物語」というイベントにジェフィとともに犬ぞりを引く役として招待している。2013年3月30日の甲府戦でNHK Eテレで放送中のみいつけた!の人気キャラクターオフロスキーと共に等々力を来訪。2014年5月3日の甲府戦でフォーレちゃんのみ等々力を来訪。
- グランパスくん（名古屋グランパス） - 2008年7月に等々力来訪。グランパスくんは同じ海洋性哺乳類ということで「鯱とは親戚みたいなもん」と評していたが、師弟関係にあるため「師匠」とも呼んでいる[11]。その後もグランパスくんは、ふろん太のことを「友達」と呼んでいる[12] 。後述のように、2012年8月25日にも等々力を再訪している。2013年5月3日の名古屋戦で等々力再々訪。
- ニータン（大分トリニータ） - 2009年6月に等々力来訪。（この時、ヴァンくんとフォーレちゃんも呼ばれている）
- キングベルI世（湘南ベルマーレ） - 2010年5月に等々力来訪。同じ神奈川に縁があるので、「キングベル爺ちゃん」と呼んでいる。2013年7月31日に等々力再訪。2015年6月7日に3回目の等々力来訪。この時カブレラから飴をプレゼントされた[13]。2016年3月5日に4回目の等々力来訪。エアートランポリン同士のコラボが実現した。
- パーサくん（京都サンガ） - 2010年7月に等々力来訪。前年にパーサくん側から手紙をもらった時は、「そもそも、パーサくんってお話ししたことあったっけ？？」[9] と困惑していた。
- ベガッ太（ベガルタ仙台） - 2010年8月に等々力来訪。2013年4月20日の仙台戦で等々力再訪。
- 伊予柑太、一平くん（愛媛FC） -2010年11月に等々力来訪。この日は対東京ヴェルディ戦のために関東に来ていたため、フロンパーク出演後は味の素スタジアムに向かった。なおこの2人は2011年8月にも川崎を訪れ、ヒノアラシは川崎市とどろきアリーナで一平くんとボクシング対決を行い見事勝利。2014年8月20日の第94回天皇杯愛媛戦で等々力再訪。一平くんのみ2015年7月25日の清水戦において「ヒロキーの郷土愛[14]」というイベントで3回目の来訪。
- モーヴィ（ヴィッセル神戸）- 2012年6月に等々力来訪。
- ジェフィ（ジェフユナイテッド市原・千葉）-2012年8月25日の名古屋戦の「難局物語」というイベントにヴァンくんとともに犬ぞりを引く役として招待している（この時、グランパスくんも再度呼ばれている）[15]。チーム設立年が異なるので「先輩」と呼んでいる。
- サンチェ（サンフレッチェ広島） - 2015年5月に等々力来訪。
- マリノスケ（横浜F・マリノス） - 2015年10月に等々力来訪。
- アルディ（大宮アルディージャ） - 2016年6月に等々力来訪。
- ヴィヴィくん（V・ファーレン長崎） - 2018年7月22日に等々力来訪。
- ガミティ（SC相模原） - 2025年7月16日に等々力来訪。